# 焦點系統
焦點系統（Austronesian focus system; symmetrical voice)，又稱南島型配列（Austronesian alignment）、菲律宾型配列（Philippine-type alignment）、菲律賓式語態系統、南島語式語態系統等，是一類在形態學上「不尋常」的格配列系統，這類配列系統混合了作通型配列和主宾型配列的特性。有此類系統的語言可見於臺灣、菲律賓、婆羅洲、蘇拉威西北部、馬達加斯加和關島等地，此外亦可見於語言學家所構擬的原始南島語中（然此外，此系統的殘餘只見於像古爪哇語和馬來語等其他南島語系的語言之中）。

## 描述
多數的語言都具有一個「及物」的主動語態和一個「不及物」的被動語態或反被動語態這兩個語態，並將之用於論述所指涉的對象上。使用此類「菲律賓式」系統的語言則有兩個及物語態，其中一種類似於作-通格語言的主動語態；而另一種則類似主-賓格語言的主動語態。在用此類「菲律賓式」系統的語言中，這兩種語態在功能上分別近似於其他語言的主動語態和被動或反被動語態。
在此種系統中類似作-通格語言主動語態的語態，在過去常被稱為「被動語態」，而其類似主-賓格語言主動語態的語態，在過去常被稱為「主動語態」；然而，這樣的稱呼是具誤導性的，此儘管沒有其他替代性的稱呼被廣泛接受，因在現在這種稱呼是比較不偏向使用的，其中一個原因是南島語系那樣的「被動語態」往往是預設的語態，而真正的被動語態則往往是第二語態（secondary voice）之故。目前對於這些語態的稱呼，其中一個較為廣泛提案，是將其類似作-通格語言主動語態的語態稱為「受事焦點語態」（patient trigger，並同時將其類似主賓格語言主動語態的語態稱為「施事焦點語態」（agent trigger）等，這些語態的這種名稱，是源自語義學中對及物動詞句中用於執行動作者和接受動作者的「施事者」（agent）和「受事者」（patient）之類的稱呼的。
各種語態系統其各核心論元的格的形式分述如下：
| 各種配列系統 | 不及物動詞各核心論元的格                           | 及物動詞各核心論元的格 | 第二語態中各核心論元的格 |
| ------------ | -------------------------------------------------- | ---------------------- | ------------------------ |
| 主賓格語言   | 主格 （和施事者（Agent）的格相同）                 | 主動語態               | 被動語態                 |
| 主賓格語言   | 主格 （和施事者（Agent）的格相同）                 | 主格（施事者）         | 主格（受事者）           |
| 主賓格語言   | 主格 （和施事者（Agent）的格相同）                 | 賓格（受事者）         | 主格（受事者）           |
| 作通格語言   | 通格 （和受事者（patient）的格相同）               | 主動語態               | 反被動語態               |
| 作通格語言   | 通格 （和受事者（patient）的格相同）               | 通格（受事者）         | 通格（施事者）           |
| 作通格語言   | 通格 （和受事者（patient）的格相同）               | 作格（施事者）         | 通格（施事者）           |
| 焦點系統     | 「直接格」（direct case） （兩種及物語態共同的格） | 受事焦點語態           | 施事焦點語態             |
| 焦點系統     | 「直接格」（direct case） （兩種及物語態共同的格） | 「直接格」（受事者）   | 「直接格」（施事者）     |
| 焦點系統     | 「直接格」（direct case） （兩種及物語態共同的格） | 作格（施事者）         | 賓格（受事者）           |

此種系統的各個格，其行為只和在其他語言中與之有相同名字的格類似，因此以括號標注（像例如「直接格」常被稱作「主格」或「通格」等。）。在塔加洛語等一些語言中，其「作格」與屬格有著相同的形式，但在作-通格語言中，作格的形式常常和屬格或方位格等斜格性的格有著相同的形式。
約翰‧林區（John Lynch）等在2002年（p. 59）曾舉出此系統在構擬的原馬來─玻里尼西亞語（Proto-Malayo-Polynesian）中範例（加*號者為構乙的形式）。一般的句子以動詞開頭，並以「直接格」片語結尾。其語態則藉由動詞詞綴標明，像後綴-ən被用以標明受事焦點語態；而中綴⟨um⟩則被用以標明施事焦點語態等。在現代菲律賓語中，這種些語態的差別常會帶有限定性的差異（如英語a和the間的差異），而其先祖語言也被假定有此種差異存在。
| *ka'ən-ən           |  | na       |  | manuk |  | a          |  | wai  |
| 吃-（受事焦點標明） |  | （作格） |  | 雞    |  | （直接格） |  | 芒果 |
上句的中譯可作「那隻雞正在吃那顆那芒果」或「那顆芒果正在被雞吃」（「芒果」限定）
| *k⟨um⟩a'ən           |  | ta       |  | wai  |  | a          |  | manuk |
| ⟨（主事焦點標明）⟩吃 |  | （賓格） |  | 芒果 |  | （直接格） |  | 雞    |
上句的中譯可作「那隻雞正在吃一顆芒果」（「芒果」非限定）
些學者認為用此種語態系統的語言有四種語態，除上述的那兩種外，尚有方位焦點語態和受益焦點語態等。然而這兩個語態不像上述的那兩種一般重點。以下列出方位焦點語態的應用，在其間，動詞的後綴指出了以「直接格」標明的名詞並非動作的參與者，而是動作發生的地點。
| *ka'ən-an           |  | na       |  | manuk |  | a          |  | kahiw |
| 吃-（方位焦點標明） |  | （作格） |  | 雞    |  | （直接格） |  | 樹    |
上句的中譯可作「那隻雞正在那顆樹那裡吃東西」

## 塔加洛語
塔加洛語有一套多少相似的系統，它也用此類系統的語言中有著最多文獻紀錄的。在塔加洛語中，作格與賓格合併成一個和「直接格」相對的「間接格」（indirect case，用於普通名詞的間接格的介詞nang常縮寫成ng）。以下以basa（意即「讀」）這動詞做為範例：
| b⟨in⟩asa                    |  | ng         |  | tao |  | ang        |  | aklat. |
| ⟨（過去形+受事焦點標明）⟩讀 |  | （間接格） |  | 人  |  | （直接格） |  | 書本   |
上句的中譯可作「那書為那人所讀」
| b⟨um⟩asa                    |  | ng         |  | aklat |  | ang        |  | tao. |
| ⟨（過去形+施事焦點標明）⟩讀 |  | （間接格） |  | 書本  |  | （直接格） |  | 人   |
上句的中譯可作「那人讀了本書」
對於塔加洛語焦點架構的本質有數種看法。這些看法如下：
- 一種看法認為塔加洛語的焦點系統是一種語態系統，由是觀之，可假定塔加洛語有以下幾種語態：

1. 主動語態（Active voice）
2. 被動語態（Passive voice，或曰「直接被動語態」（direct passive））
3. 方位語態（Local voice）
4. 工具/受益語態（Instrumental/benefactive voice）

- 另一種觀點則認為，塔加洛語的焦點系統是一種格位標記。這種觀點認為，ang用於當「介詞片語」為焦點時；而sa則用其非焦點時。如下所示，下例以塔加洛語中意即「買」的動詞bilí為例：

| b⟨in⟩il-hán                                  |  | ng         |  | tao |  | ng         |  | aklat |  | ang        |  | tindahan. |
| ⟨（過去形+受事焦點標明）⟩買-（方位標明後綴） |  | （間接格） |  | 人  |  | （間接格） |  | 書本  |  | （直接格） |  | 商店      |
上句的中譯可作「在那家商店，那本書為那人所買」（此處「商店」為焦點）
| b⟨um⟩ilí                    |  | ang        |  | tao |  | ng         |  | aklat |  | sa       |  | tindahan. |
| ⟨（過去形+施事焦點標明）⟩買 |  | （直接格） |  | 人  |  | （間接格） |  | 書本  |  | （介詞） |  | 商店      |
上句的中譯可作「那人在那家商店買了那本書」（此處「人」為焦點）

## 腳註
1. ↑  "Austronesian languages."[永久],Encyclopædia Britannica Online,Oct.2010.

## 參閱
- 焦點 (語言學)
- 主題 (語言學)
- 古爪哇語（英语：Old Javanese）